# میسل

برش مقطعی از چند شکل محتمل میسل‌ها

میسل (به انگلیسی: Micelle) گروهی از مواد فعال سطحی متراکم هستند که در یک کلویید مایع پراکنده‌اند.
سورفکتانت‌ها مولکول‌های آلی و دارای ویژگی دوگانه آبدوستی و آبگریزی می‌باشند. در غلظت‌های کم، مولکول‌های سورفکتانت به صورت مونومر در محلول وجود دارند. اما با افزایش غلظت و رسیدن به یک نقطه بحرانی این مونومرها به هم نزدیک شده و تجمع‌هایی به نام میسل به وجود می‌آورند.
در یک محلول آبی، یک ریزلقمهٔ معمول، مناطق متراکم با سرِ آب‌دوست، دارای تماس با محیط حلال را شکل می‌دهد، و با مناطق تک‌دُمِ آب‌گریز در مرکز ریزلقمه فاصله می‌اندازد. علت این پدیده رفتار فازی دولایهٔ لیپید در تک‌دم لیپیدها است. میسل‌ها اشکال مختلفی دارند مثل کره واستوانه وصفحه‌ای. این که یک میسل چرا کروی ویاچرا استوانه‌ای است و… بستگی به شرایط محیط و نوع ماده فعال سطحی بستگی دارد.

## تاریخچه
در سال ۱۹۱۳، در دانشگاه بریستول، جیمز ویلیام مک‌برین، فرضیه‌ی وجود یون کلوییدی را برای تشریح هدایتِ الکترولیتی سدیم پالمیتات مطرح نمود. این فرضیه به شکل‌دادن خوشه‌هایی انجامید که امروزه ریزلقمه نامیده می‌شوند.

## تشکیل تجمع‌های میسلی
برهم‌کنش‌های آب‌گریزی [Hydrophobic Interactions] یکی از برهم‌کنش‌هایی است که بین اجزای حلال و حل‌شونده اتفاق می‌افتد. این برهم‌کنش باعث تشکیل ساختارهای تجمعی [Aggregation] از حل‌شونده‌ها در یک حلال نامتجانس می‌شود. مولکول‌های یک حلال (به‌ویژه آب) معمولاً تمایل زیادی به یکدیگر دارند. تنها حل‌شونده‌هایی در محیط آبی حل می‌شوند که بتوانند بر نیروی جاذبه بین مولکول‌های آب غلبه کنند و در غیر این صورت، آب آن‌ها را به درون ساختار خود راه نمی‌دهد و از پخش‌شدن آن‌ها جلوگیری می‌کند و بنابراین ساختارهای تجمعی تشکیل می‌شوند.
ساختار میسلی یکی از این ساختارهای تجمعی است که هنگام افزودن مولکول‌های فعال سطحی به حلال‌های آبی ایجاد می‌شود. مولکول‌های فعال سطحی، مولکول‌هایی دوگانه‌دوست بوده و دارای یک بخش آب‌دوست و یک بخش آب‌گریز هستند. هنگامی‌که مولکول‌های فعال سطحی در محیط آبی حل می‌شود، بخش‌های آب‌دوست به سمت آب متمایل بوده و انتهای آب‌گریز آن‌ها به‌شدت توسط مولکول‌های آب پس‌زده می‌شود؛ لذا با افزودن مقادیر مناسبی از مولکول‌های فعال سطحی به حلال‌های آبی، تجمع‌های مولکولی تشکیل می‌شود. در این تجمع‌های مولکولی، سر آب‌دوست به سمت بیرون (محیط آبی) متمایل بوده و انتهای آب‌گریز مولکول‌ها به سمت یکدیگر قرار می‌گیرند. چنین ساختاری یک میسل متعارف نامیده می‌شود. حال چنانچه این مولکول‌های فعال سطحی به یک حلال آلی اضافه شوند، به‌دلیل قطبیت نه‌چندان بالای حلال، انتهای آب‌گریز به سمت حلال جهت‌گیری کرده و سرهای آب‌دوست در کنار یکدیگر جمع می‌شوند. به چنین ساختاری که در حلال‌های آلی مشاهده می‌شود، ساختار میسل معکوس گفته می‌شود. در میسل معکوس بر خلاف میسل متعارف، مولکول‌های فعال سطحی کره‌های آب را که در حجمی از روغن قرار دارند، می‌پوشاند.